# اوئن جس
اوئن جس (انگلیسی: Eoin Jess؛ زادهٔ ۱۳ دسامبر ۱۹۷۰) بازیکن فوتبال اهل اسکاتلند بود.
از باشگاه‌هایی که در آن بازی کرده‌است می‌توان به باشگاه فوتبال ناتینگهام فارست، باشگاه فوتبال کاونتری سیتی، باشگاه فوتبال نورث‌همپتون تاون، باشگاه فوتبال آبردین، و باشگاه فوتبال برادفورد سیتی اشاره کرد.
وی همچنین در تیم‌های ملی فوتبال زیر ۲۱ سال اسکاتلند و اسکاتلند بازی کرده‌است.